# Fredonia (Colombia)
Fredonia es un municipio colombiano ubicado en el departamento de Antioquia. Forma parte de la subregión Suroeste. Limita al norte con los municipios de Venecia, Amagá y Caldas, al oriente con Santa Bárbara, al occidente con Tarso y Jericó y al sur con Támesis, Valparaíso y La Pintada.
Además de importantes figuras en el campo de la industria y el comercio, ha sido cuna de muy ilustres personajes en los terrenos del arte y la cultura. Entre ellos se destacan los artistas y poetas Rodrigo Arenas Betancourt, Efe Gómez entre otros. 
De esta ciudad es oriundo el  ícono cafetero Juan Valdez, cuyo nombre real es Carlos Sánchez, ícono publicitario del café colombiano. Carlos Sánchez ejerció el protagonismo de la publicidad del Café de Colombia durante 37 años, con todos sus símbolos paisas, el poncho, el carriel, el sombrero antioqueño, y su inseparable mula "Conchita".

## Toponimia
El nombre de "Fredonia", proviene de una sugerencia emitida por el ingeniero Tyrrel Moore, de origen inglés, quien insinuó la palabra inglesa "freedom" (libertad) para designar al poblado.

## División Político-Administrativa
Además de su Cabecera municipal. Fredonia tiene bajo su jurisdicción los siguientes corregimientos (de acuerdo a la Gerencia departamental):
- La Mina
- Marsella
- Palomos

## Historia
De acuerdo con indicios históricos, en la región de Fredonia estuvo asentada, varios siglos antes de la conquista española, una poderosa nación indígena, la etnia de los senufanáes.
Posteriormente, los relatos sobre la llegada de los conquistadores a estas tierras indican que Hernando Rodríguez de Sousa, capitán bajo el mando de Jorge Robledo, comandó en 1540 las tropas que por esos días se adentraron en lo que hoy es el municipio de Fredonia. Bordeando el Cauca río abajo, los expedicionarios se encontraron con las tierras de las haciendas entonces llamadas La Túnez, La Blanquita, Boca de Combia y Magallito. Los conquistadores abandonaron pronto la región al no encontrar oro. 
Contrariamente a como sucedió con la fundación de muchos municipios colombianos y antioqueños, realizadas por españoles, la fundación de Fredonia recayó entonces en manos de importantes personalidades del comercio, la industria y la política provenientes de Medellín. Al respecto indica don Manuel Uribe Ángel:
"Fredonia pudo considerarse como punto avanzado o como cuartel general, para facilitar las operaciones de los colonos del sudoeste, y para iniciar la campaña que contra el bosque, las fieras y el clima se emprendió desde entonces con el fin de alcanzar la victoria civilizadora que ya se ha conseguido".
“Algunas poblaciones del Estado Soberano de Antioquia, especialmente las que han reconocido su origen en la riqueza minera, han tenido la desdicha de principiar a ser pobladas en gran parte por los rezagos de las otras. No así Fredonia, pueblo noble, conjunto de labradores virtuosos, de pastores sencillos y de buenas costumbres, de gente ennoblecida por el trabajo, de hijos de Envigado, Itagüí, Medellín, Amagá, etc., etc., cuando esas poblaciones tenían ciudadanos cuyos hábitos eran en el hogar, tan sanos y primitivos como sanos eran los vientos de nuestras montañas y primitivos los troncos seculares de nuestras selvas. Santamarías, Montoyas, Uribes, Restrepos, Vélez, Fernández, Escobares y Ochoas, fueron entre nosotros los primeros pobladores de aquella comarca, a la que honraron con su labor, su consagración y sus virtudes”.
Todos estos hechos relativos a la particular fundación de Fredonia sucedieron así: No había acontecido nada importante en el territorio hasta que promediando 1790 algunos colonos se establecieron de modo permanente en el territorio de Fredonia. Pero solo hasta 1870, se produjeron las fuertes corrientes migratorias que llevaron a la comarca a muchos antioqueños, entre ellos importantes personalidades de Medellín. Todas estas gentes enrumbaron hacia las regiones de Fredonia atraídas por la fertilidad y belleza de las tierras. Algunos de estos inmigrantes se establecieron en el municipio de Amagá, y los demás, continuando al sur, terminaron estableciéndose en "Guamitos", "Túnez" y "El Cerro", primeros núcleos de población estable que tuvo Fredonia. 
Oficialmente Fredonia fue fundada en el año de 1828, en el lugar llamado "Guarcito", más precisamente en unos terrenos de propiedad privada perteneciente a Cristóbal Uribe Mondragón. Por tal razón, este personaje es considerado oficialmente como el fundador del municipio.
Cristóbal Uribe el fundador, nació en la entonces llamada Villa de la Candelaria de Medellín. Desde allí se trasladaría luego a Amagá, donde contrajo matrimonio con Tiburcia Toro, y fue abuelo del importante General Rafael Uribe Uribe. Don Cristóbal desempeñó los cargos más importantes del municipio, la alcaldía, la consejería municipal y la mayordomía de fábrica. Su actuación fue desinteresada y patriótica en alto grado, y sus bienes siempre estuvieron al servicio de la ciudad. Murió en Medellín en 1860.
Fredonia fue elevada a la categoría de distrito municipal en 1830, año en el cual contaba con 3.372 habitantes, y cuando era Intendente de Antioquia Alejandro Vélez Barrientos. Encabezaron la petición los señores Cristóbal Uribe Mondragón y José Antonio Escobar Trujillo. En 1851 se crea "El Cantón de Amagá" conformado por Heliconia, La Estrella, Fredonia, Itagüí, Nueva Caramanta y Titiribí.
El 4 de noviembre del mismo año 1830, monseñor Mariano Garnica y Orjuela, obispo de la Diócesis de Antioquia, decretó la creación de la parroquia de Fredonia.
La ciudad es la cuna de un café de alta calidad, conocido hoy como "Café tipo suave marca Medellín". Las semillas originales de este tipo de café fueron traídas por Pastor y Mariano Ospina Rodríguez desde Guatemala, y en el benévolo clima de Fredonia conducirían luego a los plantíos de la más alta productividad del grano.

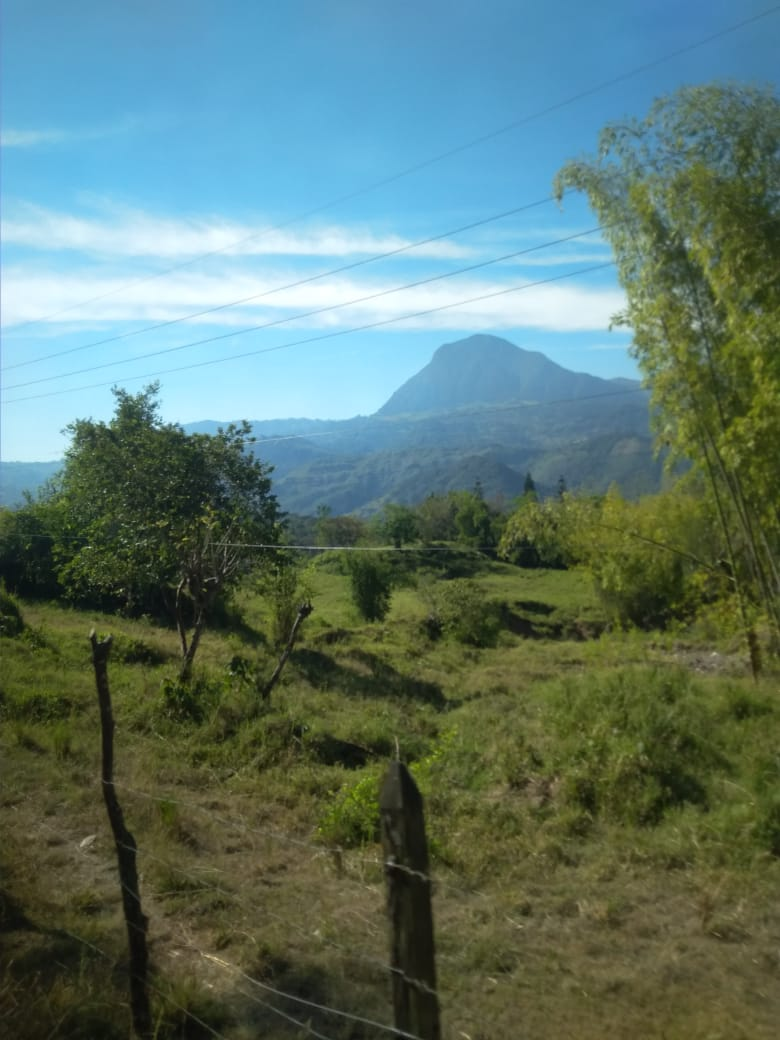
Municipio de Fredonia Cerro Bravo

## Demografía
Población Total: 24 408 hab. (2018)
- Población Urbana: 8 031
- Población Rural: 16 377

Alfabetismo: 84.1% (2005)
- Zona urbana: 88.7%
- Zona rural: 81.0%

### Etnografía
Según las cifras presentadas por el DANE del censo 2005, la composición etnográfica del municipio es: 
- Mestizos y blancos (99,8 %)
- Afrocolombianos (0,2 %)

## Economía
Fredonia ha sido y es de evidente tradición agrícola y pecuaria. Se caracteriza por la alta y finísima producción de café, pero además, está pensando para sus planes de desarrollo en la explotación de reservas forestales (2007).
Desde los tiempos de los fundadores, Fredonia envía a los diversos mercados yuca, arracacha, plátano y murrapo, este último exportado además a Europa y otras regiones. En menor escala son producidos cítricos y tomates.
En el campo pecuario producen ganado de engorde, lechero, porcinos, aves de corral y piscicultura.
Poseen explotaciones mineras de carbón en el Corregimiento de Los Palomos.

## Fiestas
- Fiestas del Café, entre el 25 y el 28 de diciembre

## Monumentos
- Las Manos de mi Madre: Obra del maestro Rodrigo Arenas Betancourt, ubicada en la nave derecha del templo parroquial.
- Dorso de Mujer: Ubicado en la E.S.E Hospital Santa Lucía, obra del escultor Rodrigo Arenas Betancourt
- El Monumento a la Madre: Ubicado en la Avenida Santander, del escultor Ramón Elías Betancur
- Monumento a la Chapolera: Del escultor Guillermo Sánchez Betancur, se encuentra en el parque principal
- Prometeo Encadenado: Se encuentra a la entrada del Centro Administrativo Orlando Durango Hernández. Esta obra es del escultor de El Peñol José Cirilo Henao.

## Sitios interesantes
- Cerro Bravo
- Cerro Combia (Parques de Cristo Rey y La Cruz, en lo más alto del cerro)
- Laguna de Santa Isabel
- Salto de la Cascada
- Casa de la Cultura Julio César García y su museo arqueológico
- Hipogeos de la vereda El Zancudo
- Puerto de Puente Iglesias, sobre el río Cauca
- Capilla del Zancudo (de la vereda El Zancudo)
- Iglesia de Santa Ana, ubicada en el parque.
- Carrileras vereda de Jonas